# Inte jag
Inte jag (originaltitel: Not I) är en pjäs av Samuel Beckett skriven år 1972. Pjäsen, en monolog, är ungefär 20 minuter lång. Den hade premiär i New York City den 22 november 1972.

## Handling
Inte jag utspelar sig alltid på en helt mörklagd scen, med undantag för en strålkastare som lyser på en skådespelerskas mun. Under tidigare framträdanden deltog även en annan figur, Auditorn, som gör fyra allt svagare "rörelser av hjälplöst medlidande" under korta pauser som Munnen tar då och då.
Munnen utstöter en rappakalja av osammanhängande meningar i väldigt högt tempo. Det Munnen försöker berätta är berättelsen om en sjuttioårig kvinna, som lämnades bort av sina föräldrar och som nu har levt ett kärlekslöst, mekaniskt liv. Hon verkar ha haft en traumatisk upplevelse. Kvinnan har nästan aldrig någonsin talat i hela sitt liv.
En dag i april faller kvinnan ihop på en åker när hon letar efter gullvivor, och finner sig helt oförmögen att röra sig, med undantag för ögonlocken, känna, eller yttra ett enda ljud. Hon tror sig bli bestraffad av Gud, men finner sedan att hon inte känner smärta, precis som hon inte känt någon glädje i livet. Hon plågas däremot av ett surrande ljud och en ljusstråle av varierande styrka, och tror att om hon berättar om sitt liv länge nog så hittar hon det hon måste be om förlåtelse för.
Titeln kommer från det sätt på vilket Munnen insisterar att det hon berättar om inte hände henne.

## Filmatiseringar
Pjäsen har filmatiserats två gånger: 1973 med Billie Whitelaw, och 2000 med Julianne Moore (regi Neil Jordan).